# Rosenball (Wien)
Der Rosenball ist eine jährlich in Wien stattfindende Parallelveranstaltung zum traditionellen Wiener Opernball mit House- und Disco-Musik statt der bei Bällen sonst üblichen Walzer-Musik. Er sieht sich sowohl als eine Art Persiflage (ohne jedoch auf typische Programmpunkte wie Debütantinnen und Eröffnungspolonaise zu verzichten) als auch als eine Hommage an die österreichische Ballkultur. Auch in den Medien wird er als Alternative – oder Ergänzung – zum Opernball gehandelt. Jedes Jahr wandern Besucher des staatstragenden Opernballs zu späterer Stunde zum „ausgeflippten“ Rosenball.
Seit 1992 findet der Rosenball – wie auch der Opernball – am Donnerstag vor dem Faschingssonntag statt. 
Seine Wurzeln hat er, ebenso wie der Life Ball, in der Gay-Szene. Bis 2005 fand er im Zuge der allwöchentlichen „Heaven Gay Night“ von Miss Candy (Holger Thor) im Club U4, der dazu auch sonst nicht öffentliche Teile des Lokals freigab, statt. Nach dessen vorübergehender Schließung fand der 15. Rosenball 2006 in der Diskothek Volksgarten, und der 16. im Jahre 2007 im Palais Auersperg statt.
Seit 2006 (bis zumindest 2008) übertrug der Stadtfernsehsender Puls TV bzw. dessen Nachfolgesender Puls 4 mehrere Stunden live von der Veranstaltung. 
Als Garderobe ist glamouröse Kostümierung oder Abendkleidung erwünscht. Einleitende Worte und die Eröffnungsworte „Alles Walzer“ kommen immer wieder von einer anderen berühmten Persönlichkeit entweder live, per Direktschaltung oder per Videobotschaft. Im Jahr 2004 von Heinz Fischer, dem damaligen Präsidenten des österreichischen Nationalrats.
Aufgrund des Ausfalls mehrerer privater Sponsoren fand 2020 kein Rosenball statt. In den Jahren 2017 bis 2023 fand er überhaupt nur im Jahr 2019 statt.